# Socialismo democrático
El socialismo democrático, o también llamado en algunas ocasiones socialdemocracia clásica, es un objetivo político que considera la democracia y el socialismo como una unidad inseparable que se realizará conjuntamente. El socialismo democrático es una variante del socialismo que rechaza los métodos autoritarios de transición del capitalismo al socialismo en favor de los movimientos de base defensores de los derechos humanos y de la naturaleza con el objetivo de la creación inmediata de descentralización y democracia económica.
El término es de uso frecuente por socialistas para clarificar que su posición es tanto con el socialismo como con la democracia. Los socialistas democráticos están a favor ya sea de una transición electoral al socialismo o de una revolución espontánea de las masas. Se distinguen  así de los socialistas autoritarios, que requieren de un estado de partido único, la posición del marxismo-leninismo.
A pesar de que suele utilizarse como sinónimo de socialdemocracia, es en realidad mucho más amplio, el socialismo democrático abarca diferentes corrientes agrupadas en lo que se conoce como izquierda política o izquierda reformista. En cambio la socialdemocracia es una ideología surgida en la segunda mitad del siglo XIX en Europa, que defiende principalmente una economía mixta y un estado de bienestar. En la actualidad, los socialdemócratas defienden elementos del socialismo y capitalismo, combinados en lo que se conoce como economía mixta, sin dejar de lado los ideales de justicia social que caracterizan a la izquierda política.
El socialismo democrático es un movimiento internacional que no exige una rígida uniformidad de enfoque. Ya sea que los socialistas construyan su ideología en el marxismo u otros métodos de análisis de la sociedad, ya sean inspirados por principios religiosos o humanitarios, todos abogan por la organización social y económica socialista. 
Según el politólogo Thomas Meyer, todas las teorías de un socialismo democrático representan un concepto igualitario de justicia, afirman el Estado constitucional democrático, luchan por la seguridad del estado de bienestar para todos los ciudadanos, quieren limitar la propiedad privada de una manera socialmente aceptable y socialmente integral, y regulan políticamente el sector económico.

## Orígenes y desarrollo teórico

### Acuñación y uso sistemático
El término se desarrolló alrededor de 1920 y desde entonces ha sido utilizado por grupos y partidos socialistas, comunistas y en una cantidad mucho menor por socialdemócratas, ya que, si bien en la segunda mitad del siglo XIX y a principios de siglo XX, estas agrupaciones tenían como objetivo establecer un socialismo mediante el sufragio.
El término «socialismo democrático» se ha usado desde alrededor de 1920 como resultado de la división del movimiento obrero europeo para distinguir el reformismo de la socialdemocracia (democratización progresiva de todas las áreas de la sociedad en el marco de una democracia pluralista), del marxismo-leninismo (en el cual se utiliza el término socialismo como una época de transición al comunismo por parte de un partido comunista a través de la conquista del poder estatal, introduciendo una economía de planificación centralizada).
Desde entonces, los grupos socialdemócratas y socialistas, así como los grupos, partidos y gobiernos comunistas, se han referido a diferentes políticas como «socialismo democrático».
El término se ha utilizado desde alrededor de 1970 en el comunismo reformista de Europa del Este, en el eurocomunismo de Europa occidental, en algunos países de América Latina y en 1989 por partes de la oposición de la RDA, para diferenciarse del capitalismo y del socialismo real que impulsaban los regímenes comunistas.
El Partido Socialdemócrata de Alemania entiende el socialismo democrático desde el programa de Godesberger de 1959 como una economía social de mercado con una distribución justa de las ganancias, que debería abrir oportunidades de vida iguales para todos.

### Antecedentes y desarrollo

#### Socialismo utópico, socialdemocracia y reformismo
Friedrich Engels describe en su proyecto de programa de la Liga Comunista de noviembre de 1847 algunos representantes del socialismo temprano como «socialistas democráticos». Al igual que los comunistas, trataron de superar la miseria y la abolición de la sociedad de clases, pero se contentaron con una constitución democrática y algunas reformas sociales posteriores.

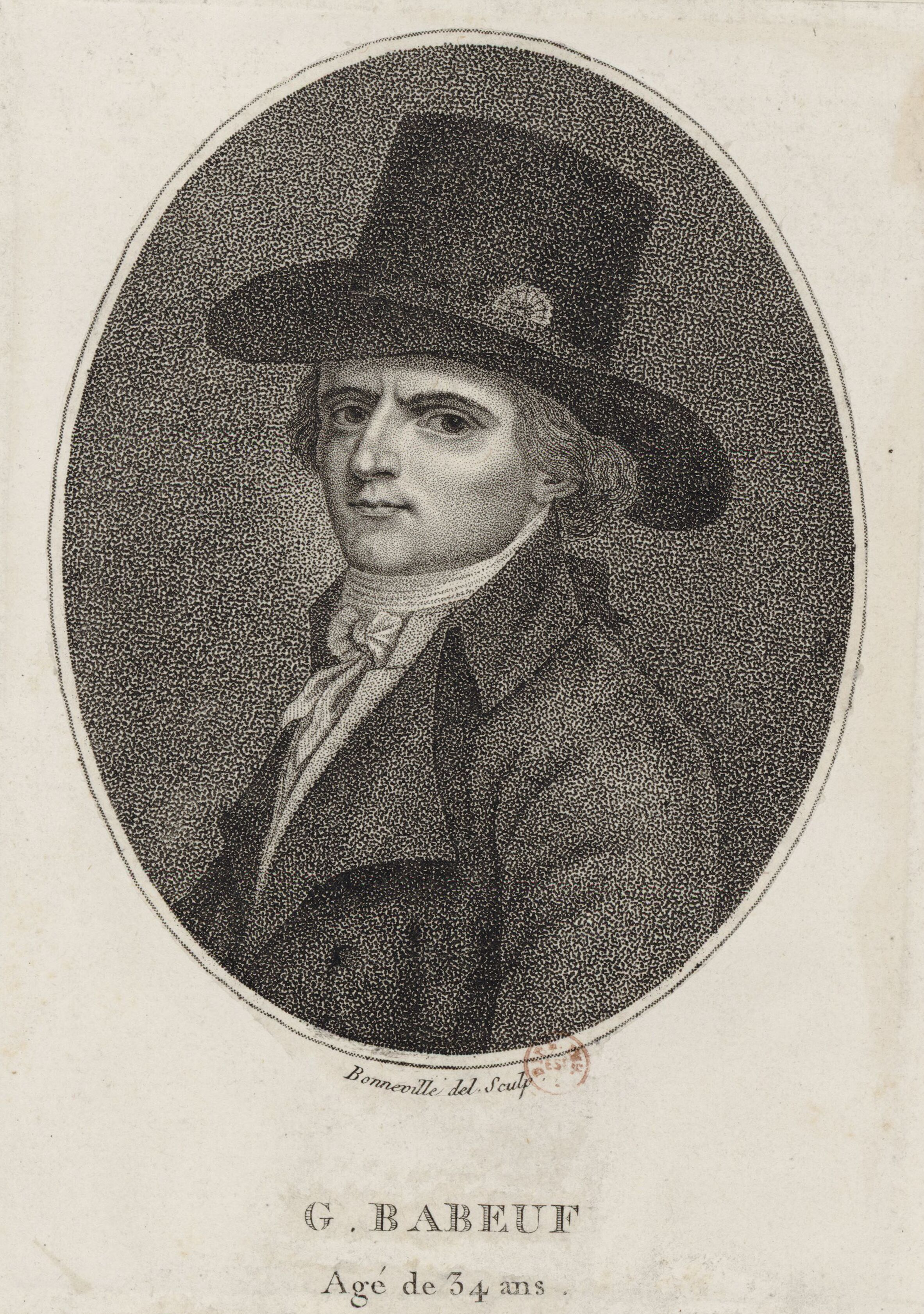
François Babeuf

Se puede argumentar que, como concepto u objetivo político, se remonta a Babeuf —considerado uno de los fundadores del socialismo— quien criticó a sus oponentes: «No parecéis reunir alrededor vuestro más que republicanos, título común y muy equívoco: así, no predicáis más que una república cualquiera. Nosotros reunimos todos los demócratas y los plebeyos, denominación que, sin duda, adquiere un sentido más negativo: nuestros dogmas son la democracia pura, la igualdad sin mancha y sin reserva» (Manifiesto de los Plebeyos). Babeuf fue un ardiente defensor de la Constitución del Año I la cual estaba basada sobre la Declaración de los Derechos del Hombre y del Ciudadano de 1789 pero les agregaba algunos derechos extra (tales como derecho a asociación, trabajo, educación, asistencia social, etc) y establecía constitucionalmente el principio de la soberanía como emanando de la voluntad popular.

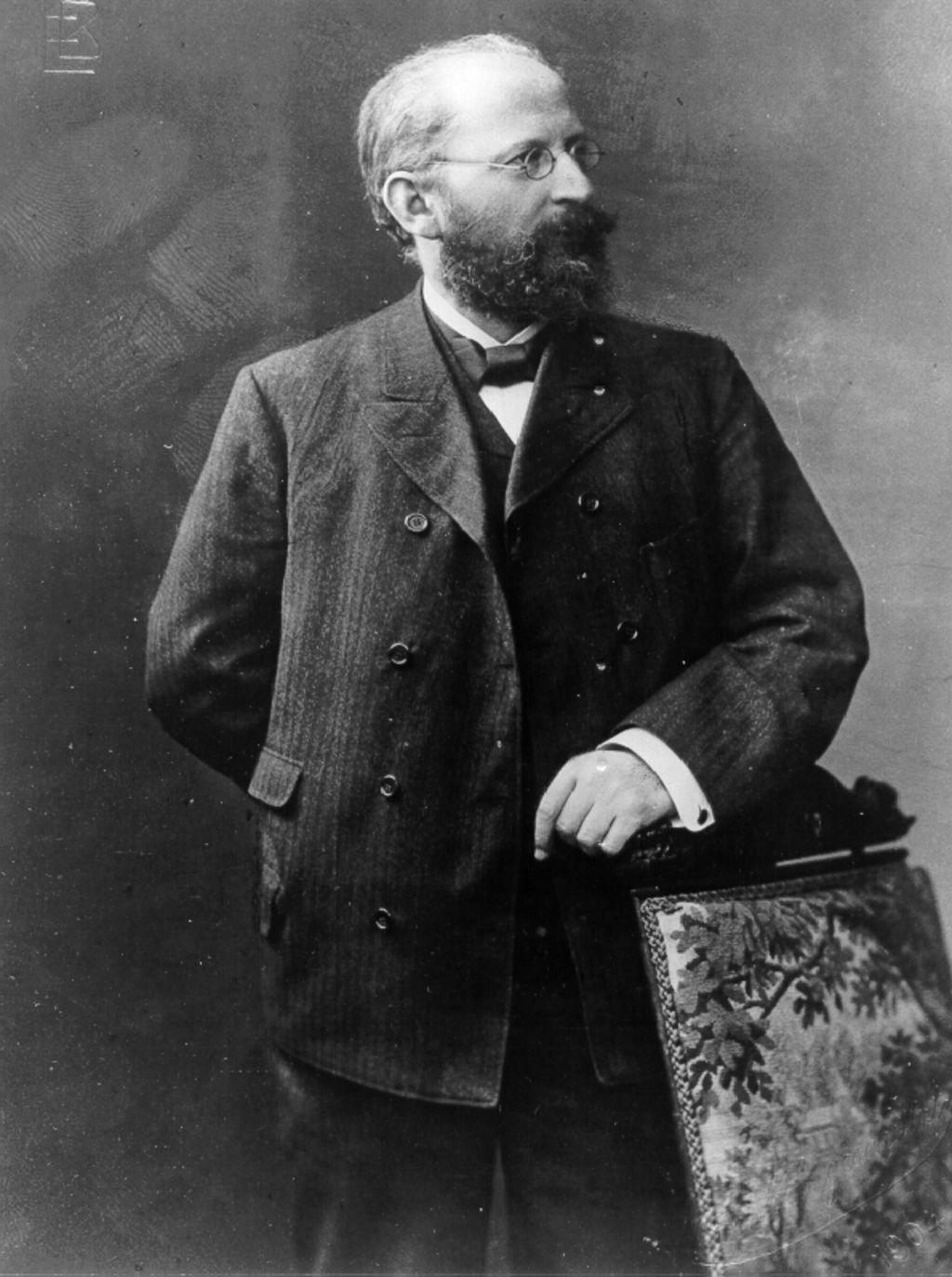
Eduard Bernstein, creador del «revisionismo marxista» y considerado como uno de los pioneros del socialismo democrático.

Entre las posiciones reformistas políticas más conocidas se encuentran las de Eduard Bernstein (ver Revisionismo). Bernstein postula —citando a Engels—: «El socialismo se logrará a través de una lucha prolongada, tenaz, avanzando lentamente de posición a posición» lo que producirá una especie de evolución del capitalismo. Bernstein postula la necesidad de tal reformismo dado que no se puede concebir de un socialismo sin abundancia de bienes materiales, pero en los países en los cuales existe la base económica para producir esa abundancia el capitalismo puede «comprar» al proletariado, a través de la introducción de reformas y beneficios que anulan la necesidad de una insurrección proletaria. Al mismo tiempo, un partido proletario no puede estar ajeno a la lucha por derechos y beneficios tanto de la sociedad en general como sindicales en particular, lo que necesita la inmersión de cualquier partido no ya socialista sino progresista en la vida política parlamentaria.

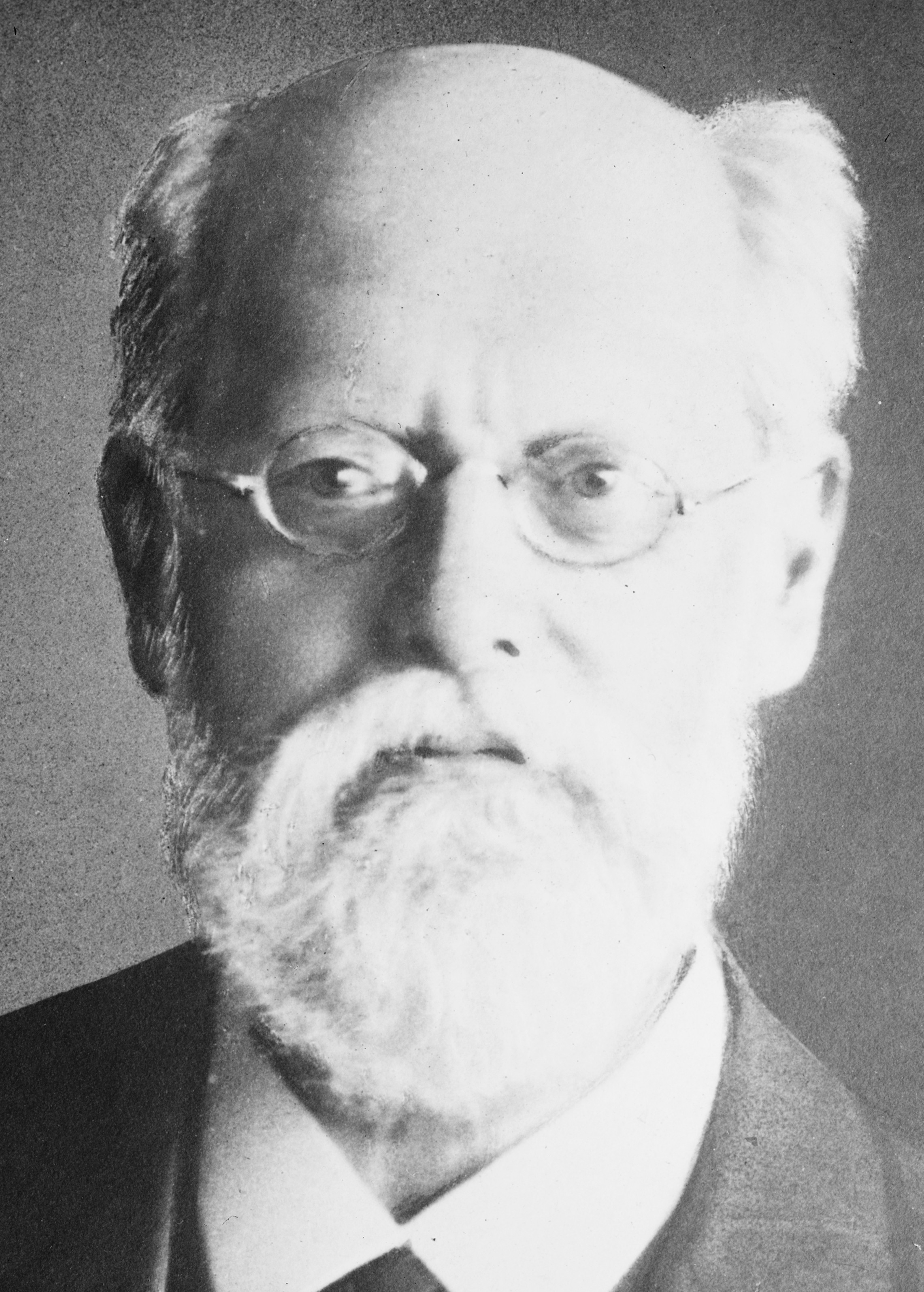
Karl Kautsky, destacado teórico marxista, que inicialmente estuvo encuadrado en el marxismo ortodoxo pero que luego se adhirió al marxismo reformista, es considerado como uno de los referentes históricos del socialismo democrático.

Es importante mantener presente que las reformas que Bernstein está postulando no se refieren solo un sistema de beneficios, sean sindicales o sociales, sino que al sistema político mismo —especialmente el de su tiempo—. Para él, la democracia es un concepto no solo mejorable sino un objetivo político al que se debe llegar —por ejemplo, a través de la lucha por el derecho de los sindicatos a participar no solo en la administración de empresas sino también en la dirección política de un país—. Así, define democracia, negativamente, como: «la ausencia del gobierno de clases (...) el principio de la supresión del gobierno de las clases aunque no todavía la actual supresión de las clases».
Joseph Schumpeter describió el socialismo democrático en su trabajo Capitalism, Socialism and Democracy (1942) como una transición democrática sin revolución y violencia desde el capitalismo al socialismo.

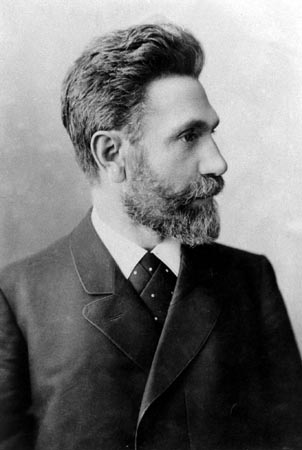
August Bebel

A diferencia de la posición de Bernstein, Schumpeter no percibe como necesaria para esa evolución la acción política de un partido «proletario». Desde su punto de vista, el origen del avance hacia el socialismo es el desarrollo económico-industrial. Según Schumpeter, el fin del capitalismo no se deberá —como predijo Marx— a sus contradicciones internas. Son sus éxitos los que lo condenan. Para este autor, el sistema capitalista no está amenazado por su economía sino por características sociológicas. El dinamismo del capitalismo es un proceso]] de «destrucción creativa»: «los elementos anticuados son constantemente destruidos y reemplazados».
Posteriormente, y continuando con esas ideas, Anthony Crosland sugiere que «una forma más benevolente de capitalismo» ha surgido a partir de la II Guerra Mundial. De acuerdo con él, en consecuencia, es posible obtener más igualdad social sin necesidad de transformaciones económicas fundamentales, a través de la Inversión del «dividendo del crecimiento económico» —que se deriva del manejo y administración eficiente de la economía, gracias, en parte, a la intervención estatal (ver Economía mixta)— en servicios públicos «pro pobres» en lugar de tener que recurrir a medidas de redistribución fiscales (es decir, en lugar de tener que aumentar impuestos). Pero en la visión de Crosland el «partido de los trabajadores» retoma su importancia, no tanto para liderar un avance al socialismo en una lucha tenaz de opuestos como para avanzar en esa dirección a través del encuentro de consensos políticos. 
Una posición similar, pero más compleja, es avanzado por Nicos Poulantzas. Para él, el Estado funciona no solo simplemente como un instrumento de opresión de clases, sino como un sistema de concreción de alianzas tanto entre como en sectores dentro de ellas. Lo anterior significa que en un sistema capitalista maduro —como la mayoría de los países industrializados modernos— el sistema se fragmenta, en la medida que los trabajadores forman alianzas con sectores burgueses a fin de lograr objetivos puntuales pero significantes y, potencialmente, incrementales.
Entre las posiciones que se diferencian profundamente de las anteriores encontramos el «socialismo desde abajo», propuesto por Hal Draper, que se contrasta, en la visión de ese autor, tanto al estalinismo como a la socialdemocracia, que serían variaciones del «socialismo desde arriba».

#### Socialismo libertario
Otra corriente cercana a la anterior es el «socialismo libertario» representado, entre otros, por Peter Hain, (Secretario de Estado de Trabajo y Pensiones; y Secretario de Estado para Gales en el Reino Unido) quien entiende por socialismo una política opuesta al autoritarismo.
Visiones similares se encuentran entre los seguidores del marxismo libertario y del socialismo autogestionario, etc. 
Para este tipo de visiones lo que constituye el centro del socialismo es la participación activa de la población en general y los trabajadores en particular en el manejo de la economía. Desde este punto de vista, tanto las nacionalizaciones como la planificación estatal son características del socialismo de Estado.
Conviene notar que para estos autores en general la diferencia entre el socialismo «desde abajo» y los «autoritarios» es de mayor importancia que la entre «reformistas» y «revolucionarios». 
Hay otras definiciones que se pueden ver como intermedias o fuera del esquema generado por los conjuntos ideológicos esbozados más arriba.

#### Socialismo de mercado
Por ejemplo, algunos pensadores —tales como David Schweickart y otros proponentes de la democracia económica— proponen visiones de socialismo de mercado que son congruentes con concepciones libertarias, mientras otros —por ejemplo Oskar Lange— toman una posición más «técnica» acerca de cómo se deben implementar tales mecanismos de mercado. Esto ha llevado a algunos «libertarios» a criticar duramente algunas implementaciones (por ejemplo, el socialismo autogestionario) de estas ideas.
Bogdan Denitch concibe el socialismo democrático como una tradición autónoma, pero cercana a la socialdemocracia, que busca una reorganización radical de la sociedad a través de la propiedad pública, el control obrero del proceso de producción y políticas redistributivas.
Mijaíl Gorbachov describió la perestroika como la construcción de un «socialismo nuevo, humano y democrático». Posteriormente. algunos partidos comunistas se han relanzado como «partidos socialistas democráticos».

## Aplicación

### Latinoamérica y el Caribe
En América Latina desde 1970, se han intentado en varios estados construir un socialismo democrático. Estos diferían de las políticas de Fidel Castro en Cuba, que después de su exitosa revolución en 1959 tenía una política exterior y una similitud ideológica con la Unión Soviética y una política interna contra los objetivos de la mayoría de los intelectuales y cuadros dirigentes que una economía planificada y un sistema de partido único habían impuesto.

#### Chile

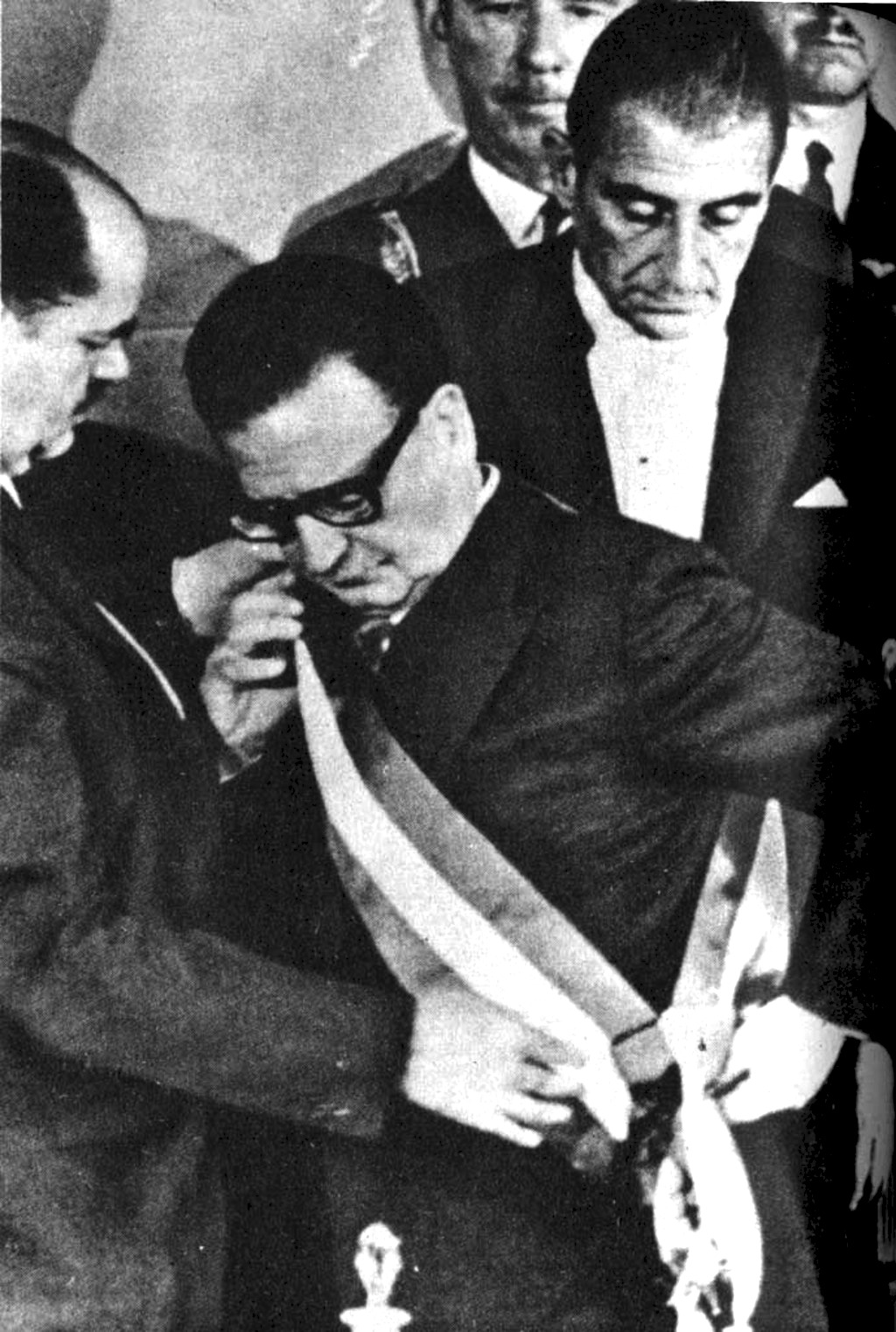
Salvador Allende, presidente de la República de Chile entre 1970 y 1973. Fue el primer socialista electo democráticamente.

En Chile, el socialista Salvador Allende defendió a Cuba explícitamente, y llevó a cabo el gobierno de la Unidad Popular, un conglomerado de partidos de izquierda que intentaron el socialismo por la vía democrática. Allende destacó tanto por el intento de establecer un Estado socialista usando medios legales del poder ejecutivo —la vía chilena al socialismo—, como por proyectos como la nacionalización del cobre (esta solo la concreto de forma más extensa, ya que la inició el presidente Eduardo Frei Montalva), la estatización de las áreas «claves» de la economía y la profundización de la reforma agraria, en medio de la polarización política internacional de la Guerra Fría y de una grave crisis económica y financiera interna. En medio de una crisis económica, su gobierno terminó abruptamente mediante un golpe de Estado, apoyado por Estados Unidos, el 11 de septiembre de 1973- Tras el fin de su gobierno, el general Augusto Pinochet encabezó la dictadura militar que duró dieciséis años y medio.

#### Jamaica
Michael Manley gobernó Jamaica desde 1972 hasta 1980 con un programa similar a Allende y luego fue votado democráticamente y sin violencia.

#### Bolivia
En Bolivia bajo Juan José Torres, hubo intentos de construir el socialismo por la vía democrática hasta que fueron derrocados por dictaduras militares de derecha que tomaron el poder en esos estados. Por lo tanto, los años 1968 a 1973 fueron referidos retrospectivamente como una época de socialismo democrático en América Latina.

#### Granada
En Granada, Maurice Bishop llegó al poder en 1979 con un golpe de Estado incruento y apoyo popular, y luego trató de construir un socialismo de base democrática. Fue derrocado y asesinado en 1983 por su diputado prosoviético Bernard Coard.

#### Nicaragua
Bajo la dirección de Daniel Ortega, que se consideraba marxista, los sandinistas en Nicaragua llegaron al poder después de una guerra civil, implementado reformas socialistas al sistema capitalista imperante. En los escritos teóricos, los representantes sandinistas consideraban las reformas democráticas como una transición a un socialismo plenamente realizable en el futuro, en el que los elementos de planificación cooperativa, fiscal y central deberían vincularse.